# واکنش بارتون–زارد
واکنش بارتون–زارد (به انگلیسی: Barton–Zard reaction) یک نام واکنش در شیمی آلی است که طی آن یک ترکیب مشتق شده از پیرول از واکنش یک نیتروآلکن و یک آلفا-ایزوسیانواستات در محیط بازی تشکیل می‌شود. این واکنش نخستین بار توسط دو شیمیدان به نام‌های درک بارتون و سمیر زارد در سال ۱۹۹۰ کشف و توصیف شد.

## سازوکار
سازوکار پیشنهادی برای واکنش بارتون–زارد به صورت زیر است: